# NGC 3565
NGC 3565 is een elliptisch sterrenstelsel in het sterrenbeeld Beker. Het hemelobject werd in 1886 ontdekt door de Amerikaanse astronoom Ormond Stone.

## Synoniemen
- ESO 570-8
- NPM1G -19.0363
- PGC 33701